# EM i håndbold 2032 (kvinder)
|  | Denne artikel indeholder information om en fremtidig sportsbegivenhed Der kan forekomme spekulativ information, og indholdet kan ændres dramatisk når arrangementet nærmer sig og mere information bliver tilgængelig. |

Europamesterskabet i håndbold for kvinder 2032 bliver den 20. udgave af EM i håndbold for kvinder arrangeret af European Handball Federation. Slutrunden skal spilles i Tyskland, Danmark og Polen fra 1. til 19. december 2032. Kampene i Polen spilles i Spodek i Katowice, mens de danske og tyske spillesteder pr. 2024 endnu ikke kendes. Mulige værtsbyer er Odense, Aalborg, Herning, Aarhus, Hamburg, Hannover, Magdeburg, Leipzig, Berlin og Kiel. Der afvikles to indledende puljer i hvert land, mens mellemrunden spilles i Danmark og Tyskland. Slutspillet afvikles i Tyskland.
Der var ikke andre bud på værtsrollen.